# LMS-Klasse 5 „Black Five“

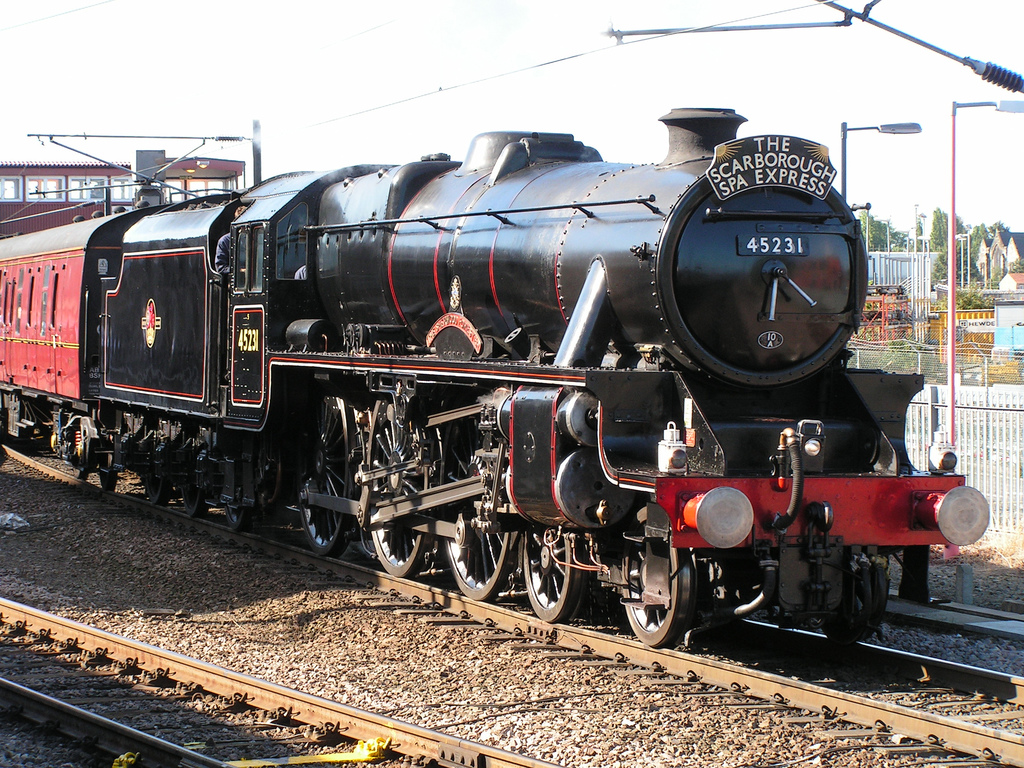
Die „Black Five“ 45231 in York

Die Dampflokomotiven der Klasse 5 „Black Five“ der britischen Bahngesellschaft London, Midland and Scottish Railway (LMS) wurden in den Jahren 1934 bis 1951 beschafft. Nach einem Entwurf des LMS-Chefingenieurs William Stanier entstanden, waren die Schlepptenderlokomotiven mit der Achsfolge 2’C für den gemischten Dienst sowohl im Personen- wie Güterverkehr vorgesehen. Sie erwiesen sich als wirtschaftlich und vielseitig verwendbar und kamen auch vor Schnellzügen zum Einsatz. Aufgrund ihrer robusten Ausführung waren sie auch bei Personal und Werkstätten sehr beliebt und wurden in hoher Stückzahl gebaut. Nach ihrer Klassifizierung erhielten sie den Beinamen Black Five. Die Beschaffung wurde von British Railways nach der 1948 erfolgten Verstaatlichung der LMS bis 1951 fortgesetzt. Gebaut wurden die Lokomotiven von den Werkstätten der LMS in Crewe, Derby und Horwich sowie den Firmen Vulcan Foundry und Armstrong-Whitworth.

## Geschichte
Die in der LMS 1923 infolge des Railways Act 1921 zusammengeschlossenen Eisenbahngesellschaften hatten in die neue Gesellschaft rund 350 verschiedene Baumuster von Lokomotiven eingebracht. Bei einem Gesamtbestand von fast 8500 Lokomotiven war diese Zersplitterung ausgesprochen unwirtschaftlich. Die Midland Railway und die London and North Western Railway, die beiden größten der früheren Gesellschaften, waren bis zum Zusammenschluss auf vielen Strecken Konkurrenten gewesen und hatten jeweils eigenständig ihren Fahrzeugpark entwickelt und auch gebaut. Ebenso brachten die übrigen größeren Vorgängerunternehmen ihre jeweiligen Vorstellungen und technischen Vorlieben in die neue Gesellschaft ein. Den Posten des Chefingenieurs (Chief Mechanical Engineer, CME) übernahm Sir Henry Fowler von der Midland Railway, unter dessen Ägide zunächst die von der Midland verfolgte „Small Engine Policy“ fortgesetzt wurde. Dies führte zu heftigen Konflikten mit den Betriebsabteilungen, da die in den 1920er Jahren beschafften Lokomotiven der Achsfolgen 2’B und 2’C für den Schnell- und Personenzugdienst keine ausreichende Leistungsfähigkeit für die immer schwereren Expresszüge hatten. Auch im Güterverkehr fehlten stärkere Lokomotiven, vielfach mussten die Züge mit Vorspannlokomotiven versehen werden. Fowlers Versuche, stärkere Lokomotiven in nennenswerter Zahl zu beschaffen, scheiterten an der internen Konkurrenz und den Animositäten zwischen den von den Vorläufergesellschaften übernommenen Ingenieuren der LMS.
Als Fowler 1930 in Ruhestand ging, engagierte die Geschäftsleitung der LMS als seinen Nachfolger William Stanier, den stellvertretenden CME der Great Western Railway (GWR), bewusst als neutralen, von außen kommenden Ingenieur. Er sollte der LMS zu neuen Schnell- und Mehrzwecklokomotiven verhelfen.
Hierzu entwickelte Stanier ein Programm für Einheitslokomotiven der Leistungsklassen 3P bis 8F (die LMS hatte ihren Lokomotivpark aus Gründen der leichteren Fahrplan- und Einsatzplanung in Leistungsklassen eingeteilt, wobei F („Freight“) für Güterzug- und P („Passenger“) für Personenzuglokomotiven stand). Mit der Klassifizierung als 5P5F, also als Mehrzwecklokomotive, entstand 1934 der Entwurf einer kräftigen 2’Ch2-Schlepptenderlokomotive. Stanier orientierte sich an der ihm aus seinen GWR-Zeiten bekannten GWR 4900 Class (Hall Class), ebenfalls eine 2'Ch2-Mehrzwecklokomotive. Die schließlich entstandene Class 5 gilt als einer der besten Entwürfe von Stanier.
1934 lieferte Vulcan Foundry die erste Lokomotive aus. Im Unterschied zu den im LMS-Rot gestrichenen Schnellzuglokomotiven erhielten die übrigen Baureihen der LMS eine schwarze Farbgebung. Nach ihrer Klassifizierung und der Farbe erhielt die Baureihe schnell den Spitznamen „Black Five“.
Die „Black Five“ erwiesen sich schnell als leistungsfähige und robuste Lokomotiven, so dass sie in den kommenden Jahren umfangreich angeschafft wurden. Bis 1938 entstanden in den LMS-eigenen Werkstätten sowie bei Vulcan und Armstrong-Whitworth 472 Exemplare. Ab 1943 wurden weitere Lokomotiven beschafft, nach der Verstaatlichung der LMS 1948 setzte British Railways die Beschaffung fort, bis 1951 die letzten Exemplare entstanden. Insgesamt wurden 842 „Black Five“ gebaut. British Railways ließ die Konstruktion anschließend leicht modifizieren, unter anderem mit etwas größeren Rad- und Zylinderdurchmessern. Die so aus den „Black Five“ abgeleitete BR Standard Class 5MT wurde bis 1957 in 172 Exemplaren beschafft.
Mit der ab 1960 forcierten Umstellung von Dampf- auf Dieseltraktion begann 1962 die Ausmusterung der Baureihe. Die letzten Exemplare wurden von British Railways im August 1968 abgestellt und gehörten damit zu den letzten planmäßig eingesetzten Dampflokomotiven im Vereinigten Königreich.

## Einsatz

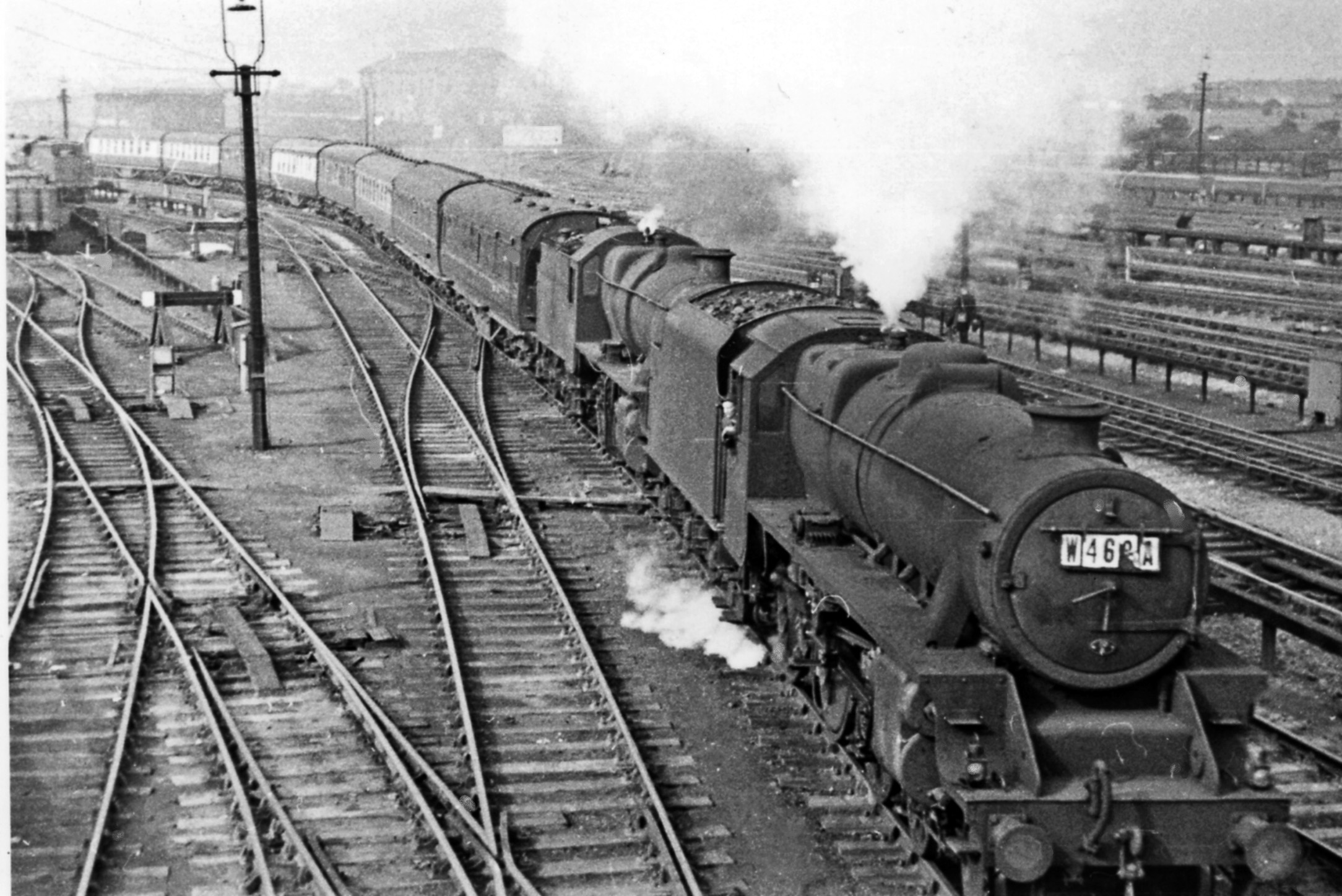
Zwei „Black Five“ in Chester im Jahr 1950

Als Mehrzwecklokomotiven konzipiert waren die „Black Five“ für fast alle Zugarten geeignet. Sie wurden daher sowohl vor schweren Personenzügen als auch im Güterverkehr eingesetzt. Dank ihrer relativ großen Treibräder waren sie auch für den leichten Schnellzugeinsatz geeignet, wo sie bis 130 km/h erreichten.
Eingesetzt wurden die Lokomotiven im gesamten Netz der LMS, von London bis hin zur Kyle of Lochalsh Line und der Far North Line in Schottland. Nach der Nationalisierung kamen sie auf anderen Strecken außerhalb des ehemaligen LMS-Netzes zum Einsatz. Vier der Maschinen erhielten Namensplaketten und wurden nach schottischen Regimentern benannt.

## Unfälle
Die Lokomotive Nr. 45274, stationiert im Depot von Bristol, verunglückte in der Nacht zum 23. Januar 1955 an der Spitze des York to Bristol Express im Bahnhof von Sutton Coldfield. Der aus zehn Waggons bestehende Zug war mit überhöhter Geschwindigkeit in einen Gleiswechsel gefahren, hierbei entgleist und hatte die Bahnsteig-Plattform gerammt. 17 Menschen, darunter die Besatzung der Lok, kamen ums Leben.

## Erhaltene Lokomotiven

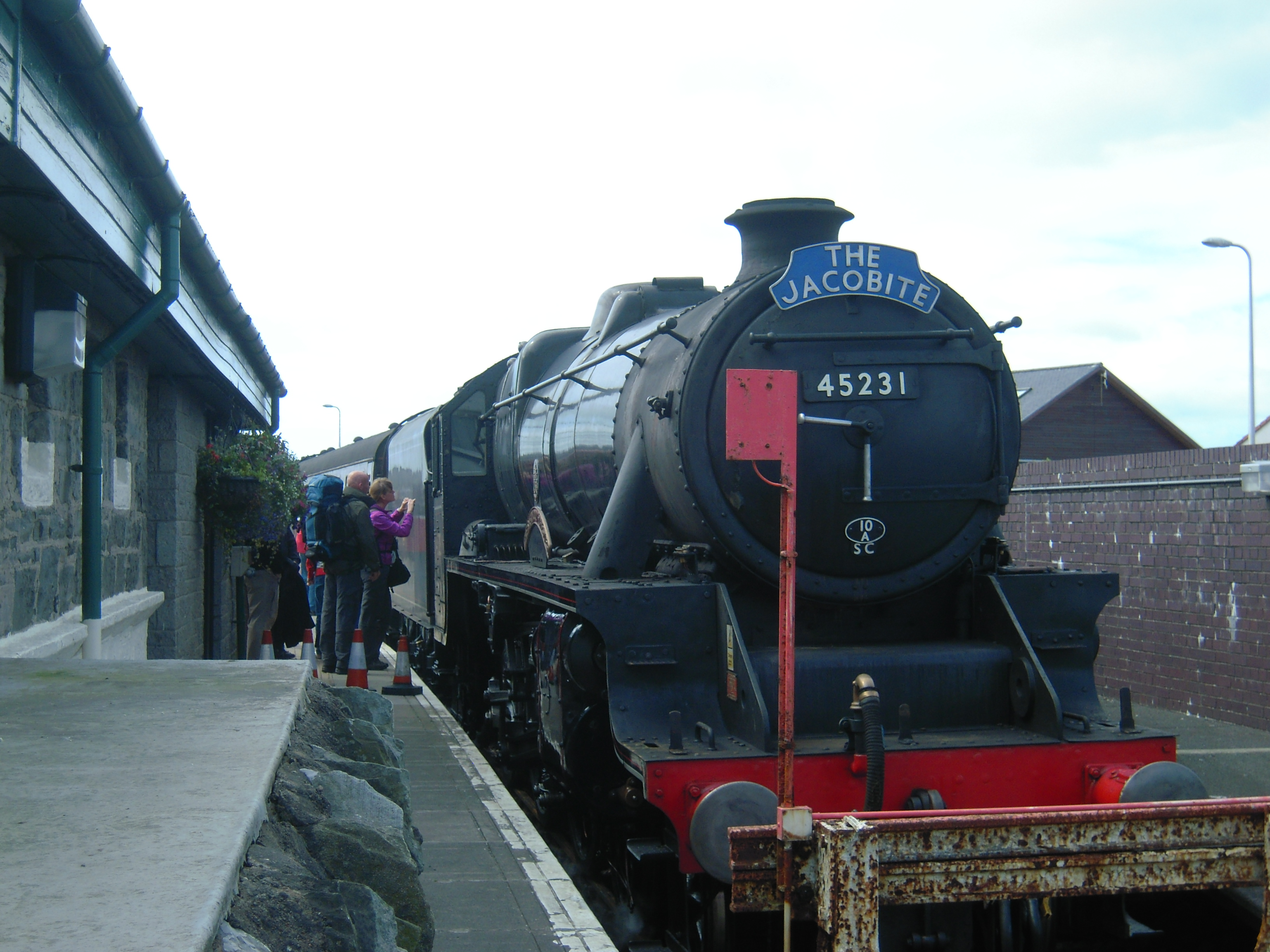
„Black Five“ 45231 vor dem Jacobite Steam Train in Mallaig

Insgesamt 18 Exemplare der „Black Five“ sind erhalten geblieben, darunter sind zehn einsatzfähige Exemplare. Sie werden vielfach auf dem britischen Eisenbahnnetz auf Museumsbahnen und vor Sonderzügen eingesetzt, darunter auch dem im Sommer täglich verkehrenden „The Jacobite“ auf der West Highland Line. Ein Teil der Maschinen erhielt zudem Namensplaketten.